# 実生

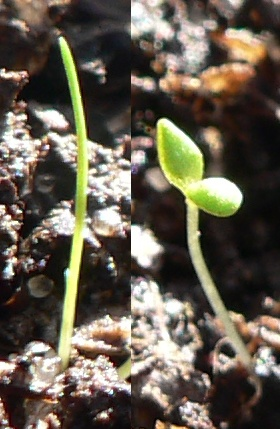
単子葉植物（左）と双子葉植物（右）の実生

実生（みしょう）とは、種子から発芽したばかりの植物のこと。子葉や第一葉のある時期を指し、一般にいう芽生えのこと。転じて種子から発芽させて新しい植物体（苗）を得ることをいい、また広義にはそうして得られる成長した植物体をも指す。

## 概要
ヒマワリやパンジーなどの一年草、二年草は、すべて実生から生長する。多年草や木本は、栄養繁殖で増やす場合が多いが、比較的短命なハーブ類や、種子から1、2年で開花するアネモネやシクラメン、挿し木や株分けなどの栄養繁殖が難しいコーヒーノキやイチョウ、ソテツなどは、実生からの繁殖が行われている。
多年生草本で、日本原産のケシ科の野草、タケニグサは、欧米で羽毛ケシ（プルームポピー）の英名で、園芸植物として栽培されている。たくさんの小さな罌粟坊主（けしぼうず）から細かい種子を実らせて、種についているエライオソームというアミノ酸、糖分、脂肪酸などのアリが好む餌になる物質を種子につけているので、アリが収穫に来るが、不要な種子は廃棄するために、播種されることになる。その場所が生育に適している場合は発芽し生長する。夏には2m以上の高さに育ち、大きな葉もつけるが、実生の苗のときの大きさは、糸状の茎が4mmくらいで双葉は長さ4mmくらい、幅1mmくらいで、根も糸状で4 - 5mmくらい。1枚目の本葉は、糸状の葉柄が長さ3 - 4mmに直径3mm位の星形の葉身の本葉を出す。半月位で、かなり大きく生長して、普通に見られる芽生えの状態になる。